# 남산2호터널

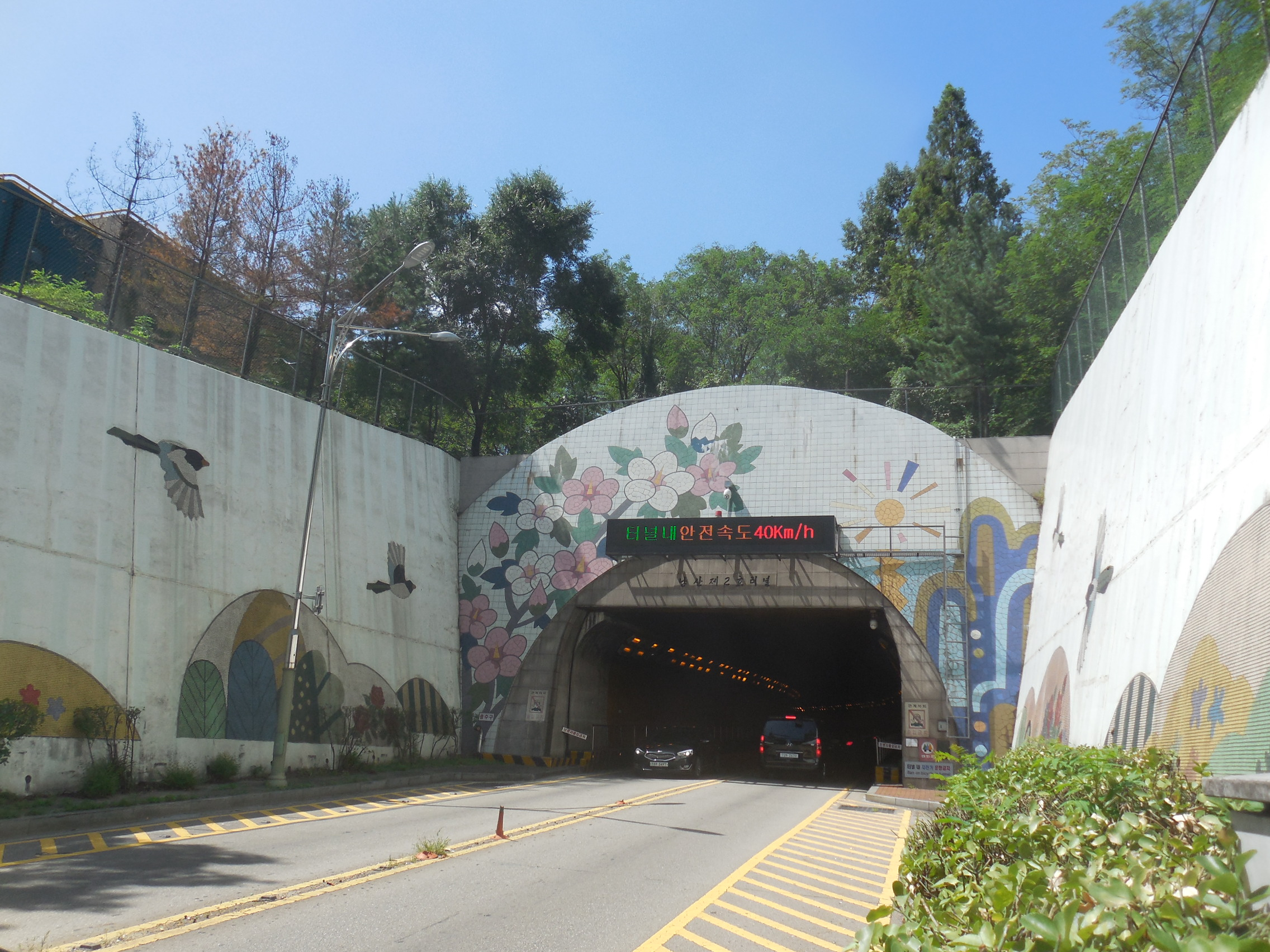
남산2호터널의 장충동 방면 출구.

남산2호터널(南山二號-)은 서울특별시 용산구 용산동과 중구 장충동을 잇는 길이 1620m, 폭 9.6m의 터널이다. 양단이 각각 녹사평대로, 장충단로와 접해 있으며, 도로명은 녹사평대로58길이다.

## 연혁
- 1971년 12월 15일: 통행료 징수 개시
- 1975년 5월 1일: 통행료 인상 및 변경[1]
- 1976년 7월 16일: 통행료 인상 및 변경[2]

## 특징
- 편도 1차로, 왕복 2차로의 단선 터널이며 남산 터널 중에서는 가장 길다.
- 터널 남단 진입로는 남산3호터널과 같이 녹사평대로를 사용하고 있다. 이때 터널진입시에는 그대로 우측차선을 이용하고, 진출시에는 단선 지하차도를 이용하여 녹사평대로로 나온다.
- 남산터널 중에서 유일하게 혼잡통행료를 징수하지 않는다.